# Jessica Harper
Jessica Harper (Chicago, Illinois, 10 d'octubre de 1949) és una actriu, escriptora, productora i cantant estatunidenca. En el cinema, va guanyar fama gràcies a les pel·lícules dels anys 70, entre les quals destaca la pel·lícules de terror de Dario Argento, Suspiria i Brian De Palma, El fantasma del paradís, en la qual també va destacar el seu potencial cantant.

## Biografia
Jessica Harper és filla de l'escriptora Eleonor Emery i el pintor Paul Church Harper. Va començar la seva carrera artística traslladant-se a Nova York, després de graduar-se a la Universitat de Sarah Lawrence. Té un germà bessó, Charles, i dues germanes, Lindsay Harper du Pont i Diane Harper.
El seu primer gran llançament va ser com a suplent en l'obra de Broadway Hair. Després d'això, va seguir suplantant altres actors com Diane Keaton, Keith Carradine i Meat Loaf.
Durant els anys 70 i 80, es va consagrar com una reina dels films de culte, i fou la seva primera aparició en El fantasma del paradís de Brian De Palma, al costat de Paul Williams i William Finley. Després, va aparèixer en la cinta Inserits de John Byrum, una polèmica pel·lícula al costat de Richard Dreyfuss, per la qual es va convertir en la primera actriu a aparèixer en una pel·lícula tenint sexe explícit. El 1977, apareix en un dels clàssics de culte més aclamats de tots els temps, Suspiria, de l'italià Dario Argento.
També va aparèixer en dos films de Woody Allen, L'última nit de Boris Grushenko i Records, en els quals va treballar amb actors com Diane Keaton, Marie-Christine Barrault i Daniel Stern.
El 1981, apareix en Shock Treatment, en la qual va demostrar el seu potencial com a cantant de rock. També va coprotagonitzar, amb Steve Martin, Diners caiguts del cel.
Al costat de Peter O'Toole, va protagonitzar la comèdia El meu any favorit, dirigida per Richard Benjamin. Després, la seva carrera com a actriu es va refredar a causa que els directors no sabien com aprofitar o utilitzar el seu estrany però únic talent.
Des del 1990, s'ha dedicat a escriure llibres per a nens i a compondre cançons infantils. Entre les seves recents incursions en el cinema destaca Minority Report, de Steven Spielberg

### Vida personal
El 1989 es va casar amb l'executiu de Twentieth Century-Fox, Tom Rothman, amb qui té 2 filles, Elizabeth (1989) i Nora (1991).

## Filmografia
Filmografia:

### Cinema
| Any       | Pel·lícula                                                           | Paper                | Notes                         |
| --------- | -------------------------------------------------------------------- | -------------------- | ----------------------------- |
| 1972-1974 | 'Rameau's Nephew' by Diderot (Thanx to Dennis Young) by Wilma Schoen | Personatge sense nom | Film experimental             |
| 1973      | The Garden Party                                                     | Peggy                | Curt                          |
| 1974      | Inserts                                                              | Cathy Cake           |                               |
| 1974      | Phantom of the Paradise                                              | Phoenix              |                               |
| 1975      | Love and Death                                                       | Natasha              |                               |
| 1977      | Suspiria                                                             | Suzy Bannion         |                               |
| 1977      | Hawaii Five-O                                                        | Sunny Mandell        | Sèrie televisiva, 1 episodi   |
| 1977      | Aspen                                                                | Kit Kendrick         | Minisèrie                     |
| 1978      | Little Women                                                         | Jo March             | Telefilm                      |
| 1979      | The Evictors                                                         | Ruth Watkins         |                               |
| 1980      | Stardust Memories                                                    | Daisy                |                               |
| 1981      | Shock Treatment                                                      | Janet Majors         |                               |
| 1981      | Pennies from Heaven                                                  | Joan                 |                               |
| 1982      | El meu any preferit (My Favorite Year)                               | K. C. Downing        |                               |
| 1985      | When Dreams Come True                                                | Annie                | Telefilm                      |
| 1986      | The Imagemaker                                                       | Cynthia              |                               |
| 1987      | Once Again                                                           | Carrie               | Telefilm                      |
| 1988      | The Blue Iguana                                                      | Cora                 |                               |
| 1989      | Una gran promesa (Big Man on Campus)                                 | Dr. Fisk             |                               |
| 1989      | Eat a Bowl of Tea                                                    | Prostituta americana | No surt als crèdits           |
| 1993      | Mr. Wonderful                                                        | Funny Face           |                               |
| 1995      | Safe                                                                 | Joyce                |                               |
| 1996      | Boys                                                                 | Mrs. John Baker      |                               |
| 1996      | The Story First: Behind the Unabomber                                | Linda                | Telefilm                      |
| 1997      | On the Edge of Innocence                                             | Alice Walker         | Telefilm                      |
| 2002      | Minority Report                                                      | Anne Lively          |                               |
| 2005      | Crossing Jordan                                                      | Dorris Meisner       | Sèrie de televisió, 1 episodi |
| 2015      | Proof (2015 TV series)                                               | Mare de "Cat'"       | 1 episodi                     |